# Marquage SFDA
Le marquage SFDA est une procédure de qualité de la République populaire de Chine relative aux appareils médicaux.
Pour pouvoir être mis en vente sur le marché chinois, tout appareil médical doit subir au préalable une série de vérifications qui certifient que l'appareil répond aux exigences indispensables au bon fonctionnement et à la qualité de l'appareil.
L'obtention du label prend environ 9 mois. Elle se réalise en complément du marquage CCC et se fait sur base de l'inspection documentaire.
Le principe s'inspire de celui du marquage FDA utilisés aux États-Unis. Il n'a pas d'équivalent en Europe où le marquage CE s'apparente plutôt au marquage CCC.